# Tieta do Agreste (filme)
Tieta do Agreste é um filme de dramédia e romance brasileiro de 1996, dirigido por Cacá Diegues e baseado no romance homônimo de Jorge Amado. O filme conta com Sônia Braga no papel-título, enquanto Marília Pêra, Cláudia Abreu, Zezé Motta, Jece Valadão e Chico Anysio desempenham os demais papéis principais.
A trilha sonora foi inteiramente composta por Caetano Veloso, com destaque para "Luz de Tieta", cantada em dueto por ele e Gal Costa. Tieta do Agreste chegou a ser selecionado para representar o Brasil como Melhor Filme Estrangeiro na 69ª edição do Oscar, mas não foi aceito como indicado.

## Enredo
A história se passa na fictícia cidadezinha de Sant'Ana do Agreste, localizada no sertão baiano. Quando jovem, Tieta (Flora Diegues/Patrícia França/Sônia Braga) foi expulsa de casa pelo pai, o velho Zé Esteves (Chico Anysio), que, movido pelas intrigas de sua filha mais velha, a amargurada beata Perpétua (Anna Cotrim/Marília Pêra), escandalizou-se com o comportamento livre e imoral da jovem.
Vinte e seis anos depois, Tieta mudou-se para São Paulo, onde casou-se com um rico industrial e abriu um negócio de sucesso. Desde a sua partida, o único contato de Tieta com a família era através de cartas, controladas pela solteirona Carmosina (Vitória Teixeira/Zezé Motta), funcionária dos Correios e sua grande amiga. Além da correspondência, Tieta também enviava todos os meses dinheiro para ajudar a família, porém, quando as cartas param de serem enviadas, Perpétua presume que a irmã está morta.
Mas viva do que nunca, Tieta retorna, poderosa e triunfante, a cidade da qual foi expulsa. Sensual e dona de um gênio forte, ela descobre que tanto a cidade, quanto seus moradores permanecem parados no tempo; sequer existe luz elétrica no local, que ainda sobrevive com a velha luz de motor. Tendo de lidar com as bajulações de Perpétua e Zé Esteves, e ainda com as investidas de seus admiradores, Barbozinha (André Valli) e Comandante Dario (Jece Valadão), Tieta ainda se vê atraída pelo próprio sobrinho, o seminarista Ricardo (Heitor Martinez), filho de Perpétua.
Paralelamente, Leonora (Cláudia Abreu), a suposta enteada de Tieta, que a acompanha em sua viagem, acaba se apaixonando por Ascânio Trindade (Leon Góes), um humilde funcionário da prefeitura que busca trazer o progresso para Sant'Ana do Agreste. No entanto, o amor dos dois será ameaçado pelos segredos que Tieta e Leonora escondem em São Paulo, e que estão por trás do real motivo que as trouxe de volta à cidade.

## Elenco
| Ator                | Personagem                           |
| ------------------- | ------------------------------------ |
| Sônia Braga         | Antonieta Esteves Cantarelli (Tieta) |
| Marília Pêra        | Perpétua Esteves Batista             |
| Chico Anysio        | Zé Esteves                           |
| Cláudia Abreu       | Leonora Cantarelli                   |
| Leon Góes           | Ascânio Trindade                     |
| Heitor Martinez     | Ricardo Esteves Batista              |
| Zezé Motta          | Carmosina (Carmô)                    |
| André Valli         | Barbozinha                           |
| Jece Valadão        | Comandante Dário Queiroz             |
| Patrícia França     | Imaculada                            |
| Patrícia França     | Tieta (jovem)                        |
| Harildo Deda        | Coronel Arthur da Tapitanga          |
| Daniel Filho        | Mirko Stefano                        |
| Noélia Montanhas    | Tonha                                |
| Débora Adorno       | Elisa Esteves d'Alembert             |
| Caco Monteiro       | Ramiro                               |
| Jurandyr Ferreira   | Modesto Pires                        |
| Lelo Filho          | Amintas                              |
| Ricardo Bittencourt | Osnar                                |
| Endi Oliveira       | Carol                                |
| Luciana Souza       | Cinira                               |
| João Phellipe       | Cupertino Batista Jr. (Peto)         |
| Frank Menezes       | Jairo                                |
| Ednéas Santos       | Pirica                               |
| Cláudio Simões      | Seixas                               |
| Gideon Soares       | Padre Mariano                        |
| Mário Gusmão        | Jubiabá                              |
| Aldri Anunciação    | Daniel                               |
| Marcos Machado      | Terto                                |
| Nilce Cosomski      | Aída Pires                           |
| Rafael Rocha        | Modestinho Pires Jr.                 |
| Paulo Borges        | Lucas                                |
| Berto Filho         | Criado                               |
| Yumara Rodrigues    | Mirinha                              |
| Jorge Amado Neto    | menino dos amendoins                 |
| Anna Cotrim         | Perpétua (jovem)                     |
| Vitória Teixeira    | Carmô (jovem)                        |
| Rita Santana        | Tonha (jovem)                        |
| Roberto Pereira     | Barbozinha (jovem)                   |
| Flora Diegues       | Tieta (criança)                      |
| Jorge Amado         | ele mesmo                            |

## Produção
Este projeto marcou a terceira vez que a atriz Sônia Braga encarnou uma personagem de Jorge Amado: ela interpretou Gabriela na telenovela global de 1975 e no filme de 1980, e Dona Flor em Dona Flor e Seus Dois Maridos (1976); esse último é considerado até hoje a maior bilheteria do cinema nacional, com impressionantes 12 milhões de espectadores.
A diretora Lina Wertmüller foi a primeira a adquirir os direitos de Tieta do Agreste para o cinema, logo após a sua publicação na Itália, em 1982. Amiga íntima de Jorge Amado, Lina convidou Sophia Loren para estrelar Miracoli e Peccati di Santa Tieta D’Agreste. Tendo Cláudia Ohana no papel da protagonista jovem, algumas cenas chegaram a ser gravadas na Bahia, mas o projeto terminou misteriosamente abandonado. Curiosamente, Claudia retornaria a interpretar a personagem jovem, anos mais tarde, na telenovela global.
Em 1988, Sônia Braga teve a ideia de trazer Tieta para o cinemas, logo após o término das filmagens de Luar Sobre Parador. Entusiasmada, levou o projeto para seu então namorado, Robert Redford, fundador do Sundance Institute, que decidiu custear a produção. O que Sônia não imaginava é que, na mesma época em que Jorge Amado lhe cedera os direitos da obra para o cinema, a atriz Betty Faria já havia os adquirido para a televisão. Com a estreia da telenovela, o projeto acabou arquivado, sendo retomado apenas no ano de 1995. Jorge Amado aparece em rápida participação na primeira cena do filme, lendo os primeiros parágrafos de seu livro.

### Filmagens
As cenas da fictícia cidade de Santana do Agreste foram gravadas no povoado de Picado, no município de Conceição do Jacuípe, no interior da Bahia. A cena de primeira vez de Tieta foi gravada no sítio de "Manezinho", um conhecido morador da região na época.
Na época em que ocorreram as filmagens, a telenovela global estava sendo reprisada no  Vale a Pena Ver de Novo, o que só fez aumentar a comparação entre os dois projetos, embora o filme seja mais fiel ao livro.

## Trilha sonora
A trilha sonora do filme foi produzida por Jaques Morelenbaum e toda composta pelo cantor Caetano Veloso, com destaque para "Luz de Tieta", gravado pelo próprio Caetano em dueto com a cantora Gal Costa.
| N.º | Título | Duração |  |
| 1.  | "A luz de Tieta" (Gal Costa, Caetano Veloso, Didá Banda Feminina)                                          | 5:56    |  |
| 2.  | "Imaculada" (Cristina Braga)                                                                               | 1:14    |  |
| 3.  | "O motor da luz" (Gal Costa)                                                                               | 4:51    |  |
| 4.  | "Coração-pensamento" (Caetano Veloso)                                                                      | 2:56    |  |
| 5.  | "Perpétua e Zé Esteves" (Didá Banda Feminina)                                                              | 2:39    |  |
| 6.  | "Tieta sorri para Perpétua (A Luz de Tieta)" (Márcio Montarroyos)                                          | 1:01    |  |
| 7.  | "Venha cá" (Gal Costa, Didá Banda Feminina)                                                                | 2:24    |  |
| 8.  | "Ascânio no jeguinho (Coração-pensamento)" (Orquestra de Madeiras)                                         | 0:39    |  |
| 9.  | "Zé Esteves" (Didá Banda Feminina)                                                                         | 0:56    |  |
| 10. | "Tieta e Ascânio (Coração-pensamento)" (Andrea Ernest Dias, Katia Pierre, Marcelo Martins, Cristina Braga) | 3:57    |  |
| 11. | "Coraçãozinho" (Gal Costa, Flora Diegues)                                                                  | 0:55    |  |
| 12. | "Miragem de Carnaval" (Zezé Motta, Didá Banda Feminina)                                                    | 5:19    |  |
| 13. | "Leonora na janela (Coração-pensamento)" (Jaques Morelenbaum, Cristina Braga)                              | 1:53    |  |
| 14. | "Vento" (Gal Costa, Didá Banda Feminina)                                                                   | 2:59    |  |
| 15. | "Perpétua" (Orquestra de Madeiras)                                                                         | 2:52    |  |
| 16. | "Tieta vê Lucas (Venha cá)"                                                                                | 0:21    |  |
| 17. | "Canto das lavadeiras (O motor da luz)" (Coro das lavadeiras)                                              | 2:41    |  |
| 18. | "Construção da casa (Coraçãozinho)" (Oswaldinho do Acordeon, Luiz Brasil, Jaques Morelenbaum and others)   | 2:15    |  |
| 19. | "O prefeito relembra" (Orquestra de Cordas)                                                                | 0:27    |  |
| 20. | "Festa (Vento / A luz de Tieta / Coração-pensamento / Miragem de Carnaval)" (Didá Banda Feminina)          | 4:02    |  |
| 21. | "Cardo vai embora (Imaculada / Vento)" (Caetano Veloso)                                                    | 3:09    |  |
| 22. | "Tonha e Tieta (Zé Esteves)" (Oswaldinho do Acordeon, Cristina Braga)                                      | 1:31    |  |
| 23. | "Final (Vento / Coração-pensamento / O motor da luz)" (Didá Banda Feminina, Sônia Braga)                   | 3:29    |  |
| 24. | "Miragem de Carnaval" (Caetano Veloso)                                                                     | 4:27    |  |

## Prêmios e indicações
| Prêmios                                           | Prêmios                  | Prêmios             | Prêmios   | Prêmios |
| Prêmio                                            | Categoria                | Nomeados            | Resultado | Ref     |
| ------------------------------------------------- | ------------------------ | ------------------- | --------- | ------- |
| Festival de Havana                                | Melhor Atriz Coadjuvante | Marília Pêra        | Venceu    | [ 6 ]   |
| Associação Paulista de Críticos de Arte           | Melhor Atriz Coadjuvante | Marília Pêra        | Venceu    | [ 6 ]   |
| Associação Paulista de Críticos de Arte           | Melhor Ator Coadjuvante  | Chico Anysio        | Venceu    | [ 6 ]   |
| Festival Internacional de Cinema de San Sebastián | Prêmio Concha de Ouro    | Cacá Diegues        | Indicado  | [ 6 ]   |
| Prêmio Guarani de Cinema Brasileiro               | Melhor Atriz             | Sônia Braga         | Indicado  | [ 7 ]   |
| Prêmio Guarani de Cinema Brasileiro               | Melhor Atriz Coadjuvante | Marília Pêra        | Venceu    | [ 7 ]   |
| Prêmio Guarani de Cinema Brasileiro               | Melhor Atriz Coadjuvante | Cláudia Abreu       | Indicado  | [ 7 ]   |
| Prêmio Guarani de Cinema Brasileiro               | Melhor Ator Coadjuvante  | Chico Anysio        | Indicado  | [ 7 ]   |
| Prêmio Guarani de Cinema Brasileiro               | Melhor Fotografia        | Edgar Moura         | Venceu    | [ 7 ]   |
| Prêmio Guarani de Cinema Brasileiro               | Melhor Figurino          | Luciana Albuquerque | Venceu    | [ 7 ]   |
| Prêmio Guarani de Cinema Brasileiro               | Melhor Trilha Sonora     | Caetano Veloso      | Venceu    | [ 7 ]   |